# Anna Unger
Anna Unger (* 2. května 1944 Klingenthal), rozená Anna Körner, je bývalá východoněmecká běžkařka, která soutěžila v 60. a na začátku 70. let 20. století. Získala stříbrnou medaili v 3 x 5 km na Světovém mistrovství v nordickém lyžování 1970 ve Vysokých Tatrách.